# آلفرد پیکا
آلفرد پیکا (انگلیسی: Alfred Pyka; ۲۸ ژوئن ۱۹۳۴ – ۱۰ ژانویهٔ ۲۰۱۲) بازیکن فوتبال اهل آلمان بود.
از باشگاه‌هایی که در آن بازی کرده‌است می‌توان به باشگاه فوتبال مونیخ ۱۸۶۰ و باشگاه فوتبال شالکه ۰۴ اشاره کرد.
وی همچنین در تیم ملی فوتبال آلمان بازی کرده‌است.